# Ytterbium-169
Ytterbium-169 of 169Yb is een onstabiele radioactieve isotoop van ytterbium, een lanthanide. De isotoop komt van nature niet op Aarde voor.
Ytterbium-169 kan ontstaan door radioactief verval van lutetium-169.
{\displaystyle {\ce {{^{169}_{71}Lu}->{^{169}_{70}Yb}+{e^{+}}+{\nu }_{e}}}}

## Radioactief verval
Ytterbium-169 vervalt door elektronenvangst tot de stabiele isotoop thulium-169:
{\displaystyle {\ce {{^{169}_{70}Yb}+{e^{-}}->{^{169}_{69}Tm}+{\nu }_{e}}}}
De halveringstijd bedraagt ongeveer 32 dagen.
148Yb · 149Yb · 150Yb · 151Yb · 151m1Yb · 151m2Yb · 151m3Yb · 152Yb · 153Yb · 153mYb · 154Yb · 155Yb · 156Yb · 157Yb · 158Yb · 159Yb · 160Yb · 161Yb · 162Yb · 163Yb · 164Yb · 165Yb · 166Yb · 167Yb · 168Yb · 169Yb · 169mYb · 170Yb · 170mYb · 171Yb · 171m1Yb · 171m2Yb · 172Yb · 173Yb · 173mYb · 174Yb · 175Yb · 175mYb · 176Yb · 176mYb · 177Yb · 177mYb · 178Yb · 179Yb · 180Yb · 181Yb · 182Yb · 183Yb · 184Yb · 185Yb